# Coalport
Coalport es un borough ubicado en el condado de Clearfield en el estado estadounidense de Pensilvania. En el año 2000 tenía una población de 490 habitantes y una densidad poblacional de 498 personas por km².

## Geografía
Coalport se encuentra ubicado en las coordenadas 40°44′53″N 78°32′04″O / 40.74806, -78.53444.

## Demografía
Según la Oficina del Censo en 2000 los ingresos medios por hogar en la localidad eran de $26,528 y los ingresos medios por familia eran $40,833. Los hombres tenían unos ingresos medios de $28,438 frente a los $20,313 para las mujeres. La renta per cápita para la localidad era de $16,232. Alrededor del 15.6% de la población estaba por debajo del umbral de pobreza.